# Nitrodiidroxibenzeno
Nitrodiidroxibenzeno é um grupo de compostos orgânicos aromáticos que são derivados tanto de um fenol, no caso um difenol, os diidroxibenzenos, como do nitrobenzeno. A estrutura é constituída por um anel de benzeno com dois grupos hidroxilo (–OH) e um grupo nitro (–NO2) como substituintes. Através de diferentes arranjos, há seis isômeros de posição com a fórmula molecular C6H5NO4.
Uma nomenclatura uniforme é difícil porque para os diidroxibenzenos existem nomes comuns triviais. Uma vez que a fração fenólica domina aqui, pode-se ter a nomenclatura nitrodiidroxibenzeno, considerando-se variações nitradas de diidroxibenzenos. Pode-se, assim, os considerar como derivados do catecol (2 isômeros), do resorcinol (3 isômeros) e do Hidroquinona (um isômero). Por outro lado, eles podem ser considerados como derivados diidroxilados do nitrobenzeno.
| Nitrodiidroxibenzeno |                                              |                                              |                                                 |                                                 |                                                 |                                               |
| Name                 | 3-Nitrocatecol, 1,2-Diidroxi- 3-nitrobenzeno | 4-Nitrocatecol, 1,2-Diidroxi- 4-nitrobenzeno | 2-Nitroresorcinol, 1,3-Diidroxi- 2-nitrobenzeno | 4-Nitroresorcinol, 1,3-Diidroxi- 4-nitrobenzeno | 5-Nitroresorcinol, 1,3-Diidroxi- 5-nitrobenzeno | Nitroidroquinol, 1,4-Diidroxi- 2-nitrobenzeno |
| Fórmula estrutural   | Estrutura do 3-Nitrocatecol                  | Estrutura do 4-Nitrocatecol                  | Estrutura da 2-Nitroresorcinol                  | Estrutura do 4-Nitroresorcinol                  | Estrutura do 5-Nitroresorcinol                  | Estrutura do Nitroidroquinol                  |
| Número CAS           | 6665-98-1                                    | 3316-09-4                                    | 601-89-8                                        | 3163-07-3                                       |                                                 | 16090-33-8                                    |
| PubChem              | 4675622                                      | 1751                                         | 11760                                           | 76623                                           |                                                 | 4313918                                       |
| Fórmula química      | C6H5NO4                                      | C6H5NO4                                      | C6H5NO4                                         | C6H5NO4                                         | C6H5NO4                                         | C6H5NO4                                       |
| Massa molar          | 155,11 g·mol−1                               | 155,11 g·mol−1                               | 155,11 g·mol−1                                  | 155,11 g·mol−1                                  | 155,11 g·mol−1                                  | 155,11 g·mol−1                                |